# Weigenheim
Weigenheim è un comune tedesco di 1 017 abitanti, situato nel land della Baviera.